# Naoto Ōtake
Naoto Ōtake (大嶽 直人 Ōtake Naoto?,  nacido el 18 de octubre de 1968 en Shizuoka) es un exfutbolista japonés que se desempeñaba como defensa.
En 1994, Ōtake jugó para la Selección de fútbol de Japón. Ōtake fue elegido para integrar la selección nacional de Japón para los Copa Asiática 1988 y 1992.

## Trayectoria

### Clubes
| Club               | País  | Año         |
| ------------------ | ----- | ----------- |
| Yokohama Flügels   | Japón | 1991 - 1997 |
| Kyoto Purple Sanga | Japón | 1998 - 2001 |

### Selección nacional
| Selección | País  | Año  |
| --------- | ----- | ---- |
| Absoluta  | Japón | 1994 |

## Estadística de equipo nacional
| Selección de Japón | Selección de Japón | Selección de Japón |
| Año                | Part.              | Goles              |
| ------------------ | ------------------ | ------------------ |
| 1994               | 1                  | 0                  |
| Total              | 1                  | 0                  |

## Palmarés

### Títulos nacionales
| Título             | Club             | País  | Año  |
| ------------------ | ---------------- | ----- | ---- |
| Copa del Emperador | Yokohama Flügels | Japón | 1993 |